# Stefan Pietryga

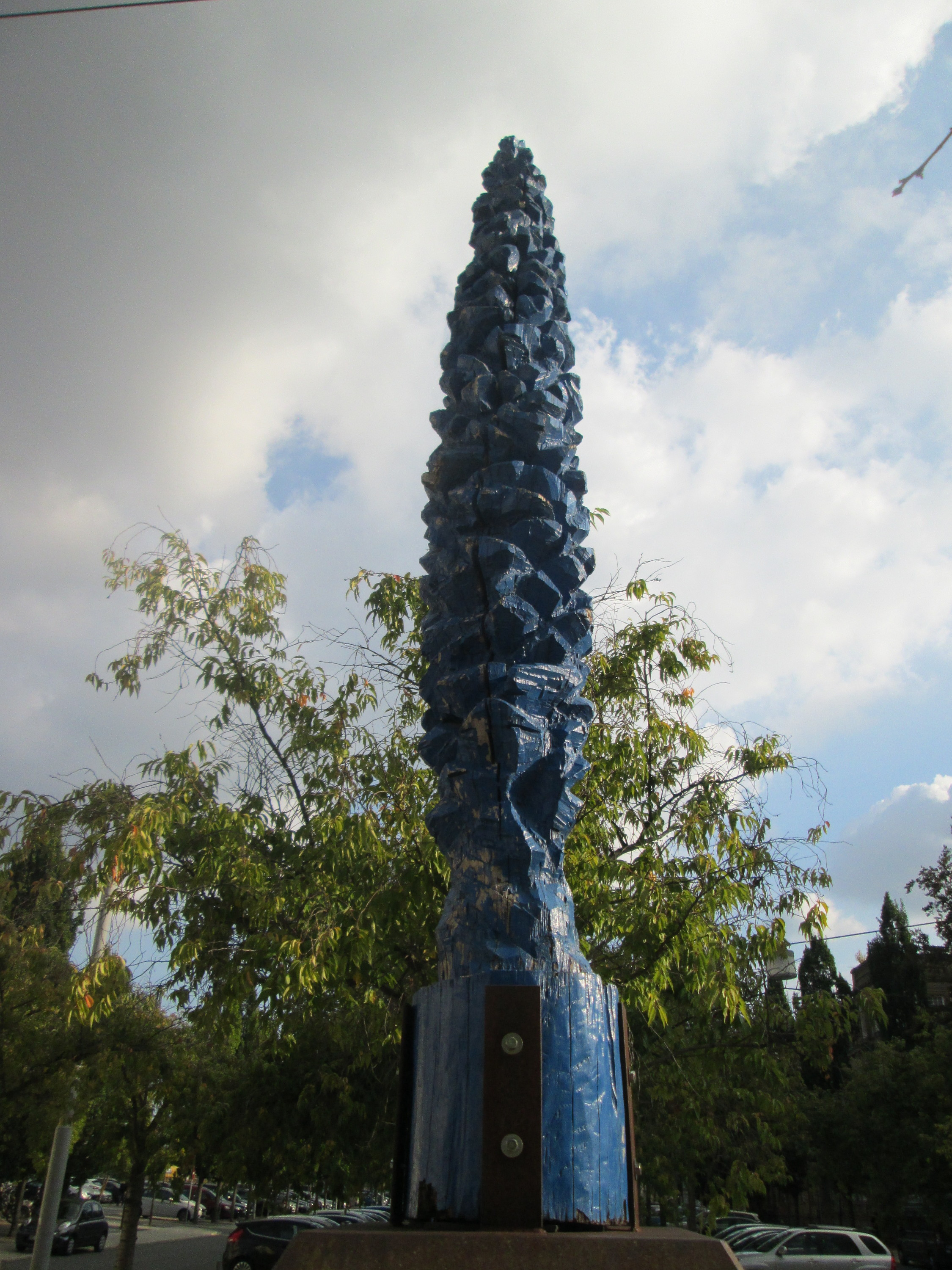
„Pyramidenpappel“ an der Bahnhofanlage in Schwetzingen, 1997

Stefan Pietryga (* 26. Oktober 1954 in Ibbenbüren) ist ein deutscher Bildhauer und Maler.
Pietryga studierte von 1975 bis 1980 an der Kunstakademie Düsseldorf (Abt. Münster) und wurde 1980 Meisterschüler bei Ernst Hermanns. Bereits 1981 stellte er mit Rudolf Bonvie, Hartmut Neumann und Karl-Manfred Rennertz im Forum junger Kunst in der Städtischen Galerie in Wolfsburg aus.
Stefan Pietryga ist Mitglied im Deutschen Künstlerbund. Er lebt und arbeitet in Potsdam.

## Einzelausstellungen
- 1990: Kunstverein Recklinghausen[2]
- 1995: Kunstverein Bielefeld
- 1998: Art Cologne, one man show, Galerie Falzone
- 2006: Contemporary Art Space Osaka, Osaka, Japan
- 2011: Umwandlungen, Galerie Heimeshoff, Essen
- 2011: gegen unendlich, Kunstverein kunstvoll, Bad Nauheim

## Stipendien und Preise
- 1981: Preisträger „Forum junger Kunst“, Städtische Galerie Wolfsburg, Kunstmuseum Düsseldorf, Kunsthalle Kiel
- 1984: Preisträger „Studiogalerie“, Landschaftsverband Westfalen-Lippe
- 1990: Stipendium WERK STATT SCHLOSS, Stadt Wolfsburg
- 1991: Stipendium der Kunststiftung Baden-Württemberg
- 1994: Stipendium „Cité Internationale des Arts“: Paris des Landes Baden-Württemberg
- 2000: 1. Preisträger des Wettbewerbs Kirchenraum im 21. Jahrhundert, Diözesanmuseum Paderborn
- 2001: 2. Preis bei Kunst im Stadtraum, Ludwigslust

## Arbeiten im öffentlichen Raum
- 1985: Skulptureninstallation Stierscheibe/-ring, Skulpturenmuseum Marl
- 1991: Skulptureninstallation 2 Pappeln in Wolfsburg, Schloss Wolfsburg, Skulpturenpark Alt-Wolfsburg
- 1993: Pappel Westwind, Berger Anlagen, Stadt Gelsenkirchen
- 1996: Pappel blau, Schwetzingen, Schloss Schwetzingen
- 1997: Skulptur Pappel blau, Mannheimer Kunstverein
- 2000: dem Berg seine Spitze wiedergeben, Piesberg Osnabrück, Industriemuseum
- 2004: Ausmalung der Deckengewölbe in der Kirche St. Maria Magdalena und Lucia in Arnsberg-Bruchhausen
- 2004: Skulptureninstallation Maßstab, Europaviertel Gießen
- 2006: Bergspitze Autobahnraststätte Hegau-Ost, A81
- 2009: Gestaltung in der ev. Kirche zu Niederdünzebach[3]
- 2009: Wandbild und künstlerische Gestaltung des Kirchenraums der St.-Elisabeth-Kirche in Delbrück-Hagen